# Edson Airport
Edson Airport är en flygplats i Kanada. Den ligger i den centrala delen av landet, 3 000 km väster om huvudstaden Ottawa. Edson Airport ligger 926 meter över havet.
Terrängen runt Edson Airport är platt. Runt Edson Airport är det ganska tätbefolkat, med 100 invånare per kvadratkilometer.. Närmaste större samhälle är Edson, 2,0 km öster om Edson Airport.
I omgivningarna runt Edson Airport växer i huvudsak blandskog.